# Musée de la maison de Joseph Pickford
Le musée de la maison de Joseph Pickford, de son nom complet en anglais : Pickford's House Museum of Georgian Life and Costume, est un musée consacré à l'époque georgienne situé à Derby, en Angleterre.

## Histoire
Pickford's House, au 41 Friar Gate à Derby, est une élégante maison de ville (townhouse) de style georgien, construite par l'architecte Joseph Pickford en 1770 pour sa propre famille.
À sa mort, la demeure passe au pasteur Joseph Pickford, qui étendit l'édifice et le divise en deux propriétés. Il légue par testament la maison à son cousin William Pickford, en 1844. Rapidement, celui-ci l'hypothéque et, en 1850, elle est vendue à William Evans (1788-1856), figure du parti whig qui vit à Allestree Hall. Son fils, Thomas William Evans, qui a également une carrière politique, la vend en 1879 à Frederick Ward, qui la revend à W. S. Curgenven, lequel est le premier d'une série de chirurgiens qui s'en transmettent la propriété. En 1977, la demeure est élevée du grade I au grade II des monuments classés britanniques. Elle est achetée en 1982 par le conseil municipal de Derby qui, faute d'avoir prêté assez d'attention à son statut, en enlève cheminées, planchers et murs sans l'autorisation préalable requise.

## Musée
Le musée de la maison de Joseph Pickford, ouvert en 1988, montre le cadre de vie d'un membre des professions libérales de la fin de l'époque georgienne. Le rez-de-chaussée, meublé comme il aurait pu l'être du temps de Pickford, présente en même temps des costumes du XVIIIe siècle et du XIXe siècle. Le musée abrite en outre une collection de modèles réduits de théâtre, jouets rassemblés par Frank Bradley.
La maison de Pickford avait pour finalité de démontrer les capacités d'architecte de son propriétaire, tout en favorisant l'élargissement de ses relations sociales. C'était en même temps sa résidence familiale. À la différence de beaucoup des demeures aujourd'hui ouvertes au public, elle n'était pas la propriété d'un membre de l'aristocratie mais des professions libérales. Le luxe relatif de la chambre à coucher et du cabinet de toilette des Pickford, qui sont aménagés comme ils l'auraient été en 1815, peut être comparé avec les chambres des domestiques, à l'étage supérieur. La maison disposait aussi de cuisines, d'une arrière-cuisine et d'une buanderie, pièces qui sont maintenues dans l'état où elles auraient pu être en 1830. À l'arrière de l'édifice s'étendait une cour accessible par une allée sur la droite de la propriété. La cave est aménagée comme un abri anti-aérien des années 1940.
La maison est gérée par la municipalité de Derby, qui en est propriétaire.